# Anchise
Pour la planète mineure, voir (1173) Anchise.
Pour le roman, voir Anchise (roman).
Dans la mythologie grecque, Anchise (en grec ancien : Ἀγχίσης / Ankhísēs) est le fils de Thémisté et de Capys. Il est le père d'Énée et d'Élymos, qu'il eut de la déesse Aphrodite. Il est l'un des descendants de Tros, le héros éponyme de la Troade, son grand-père est Assaracos.
La prononciation traditionnelle, la plus proche de la prononciation grecque, est /ɑ̃.kiz/, mais la prononciation /ɑ̃.ʃiz/ est fréquente[réf. nécessaire].

## Mythe
Selon la tradition, il fut remarqué par la déesse Aphrodite alors qu'il gardait un troupeau sur le mont Ida. Pour parvenir à ses fins, Aphrodite lui fit croire qu'elle était une mortelle. Elle ne révéla sa véritable identité qu'après s'être unie avec Anchise : elle lui annonça alors qu'elle lui donnerait un fils qui serait élevé par les nymphes jusqu'à l'âge de cinq ans, âge auquel elle le remettrait entre ses mains. Elle lui fit également promettre de taire cette union contre nature (le pseudo-Apollodore attribue un autre fils à Anchise et Aphrodite, Lyros, dont on ne sait rien d'autre).

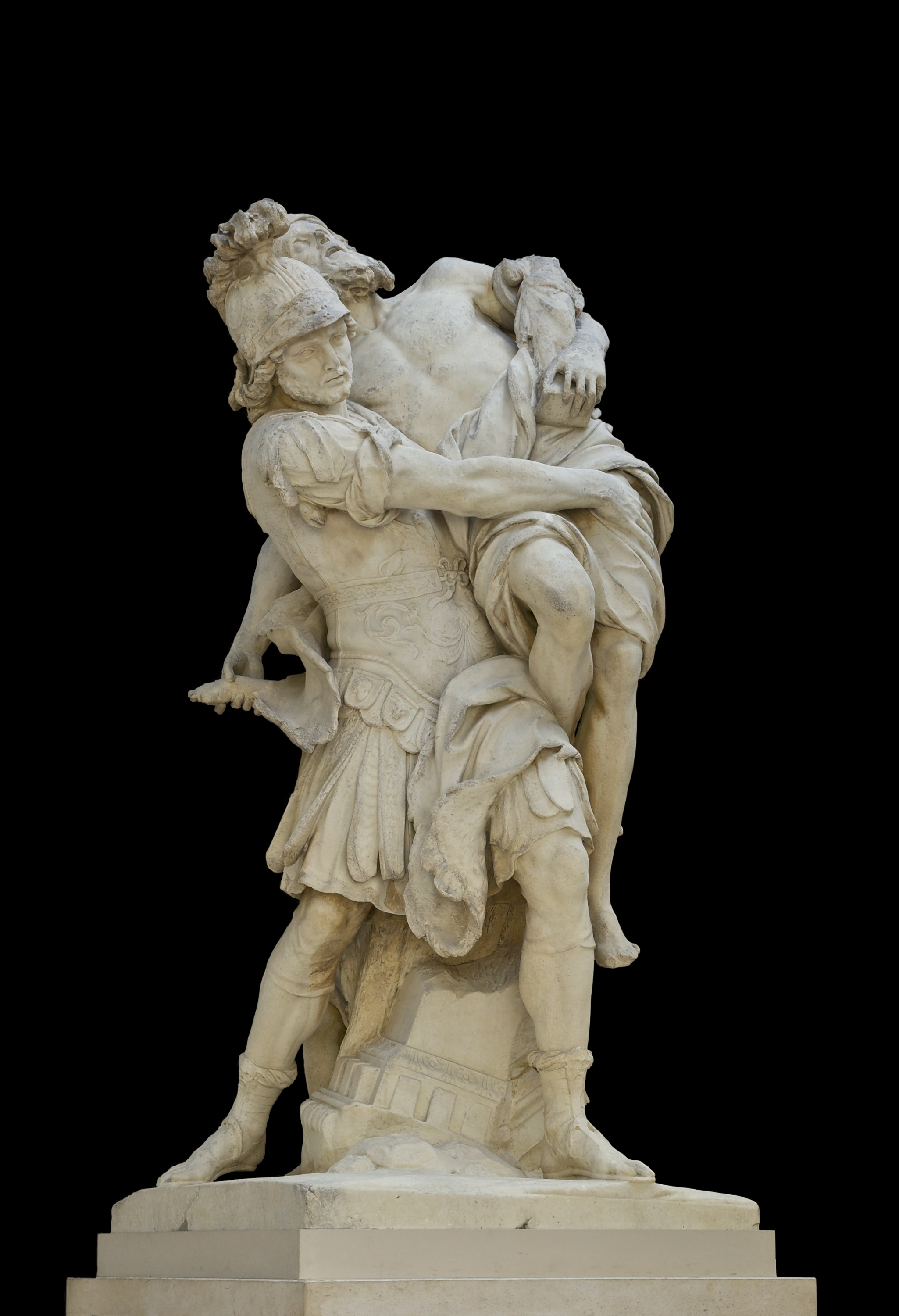
Énée et Anchise, par Pierre Lepautre (ca. 1697). Marbre, musée du Louvre, Paris.

Mais un jour qu'Anchise était ivre, il oublia la parole donnée et se vanta de son aventure. Zeus, pour le punir, le frappa d'un éclair, mais Aphrodite détourna le coup, qui ne fit que l'effleurer, et le rendit boiteux.
À la mort de Laomédon et à l'intronisation de son fils Priam, un oracle d'Aphrodite déclara préférer Anchise comme nouveau roi de Troie.
Bien qu'affaibli, Anchise reste clairvoyant, et par ruse il s'arrange pour que les étalons que Zeus a offerts à Tros, réputés pour leur rapidité, saillissent ses juments, et en obtient ainsi six poulains qui lui seront, ainsi qu'à son fils, d'un précieux secours pendant la guerre de Troie. 
Avant la guerre de Troie, Anchise croise Évandre, alors enfant et plein d'admiration pour lui, alors que Priam lui-même vient visiter l'Arcadie et surtout sa sœur Hésione qui se trouve en Grèce depuis la défaite des Troyens et de leur roi Laomédon contre Héraclès,. Il aurait eu plusieurs filles avec une mortelle nommée Ériopis dont Hippodamie.[pas clair]

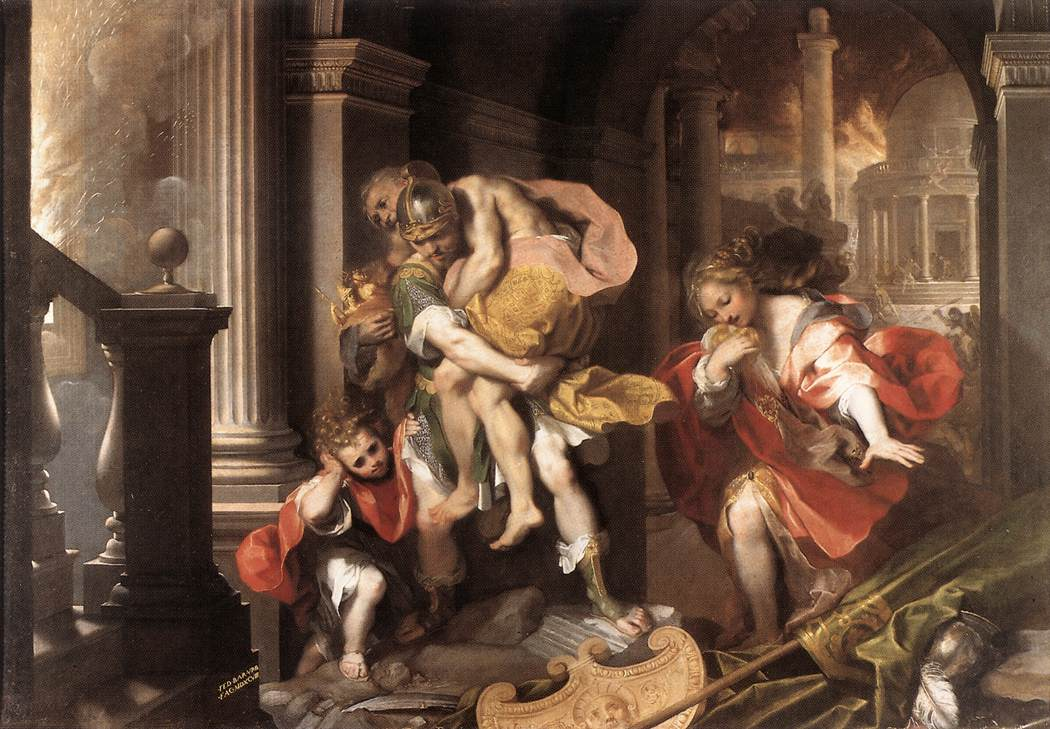
Énée fuyant Troie avec son père Anchise sur son dos, par Federico Barocci (1598)

Bien plus tard, Anchise se retrouve mêlé à une des scènes les plus fameuses de la prise de Troie, qui voit Énée fuir la ville emportant son père sur ses épaules, son fils Ascagne  à ses côtés. Il s'embarque alors avec ses dieux pénates et ce qu'il possède de plus précieux. Il vit ensuite jusqu'à l'âge de quatre-vingts ans et est enterré sur le mont Ida selon Homère ou, selon Virgile, à Drépane, en Sicile, où son fils lui élève un tombeau. Avant qu'Énée ne parte pour l'Italie, Anchise  lui apparaît en songe et l'invite à se rendre auprès de la Sibylle de Cumes. Guidé par cette dernière il retrouve l'ombre de son père dans les Champs Élysées.
Dans l’Énéide, Virgile le situe au sein des Champs Élysées, instruisant Énée quant à sa destinée et à celle de ses descendants, les Romains. La tradition attribue en effet à Anchise des dons prophétiques.
Dans la Divine Comédie de Dante (Enf. I-76), Virgile fait référence à Énée en l'appelant fils d'Anchise.

## Anchise et les arts

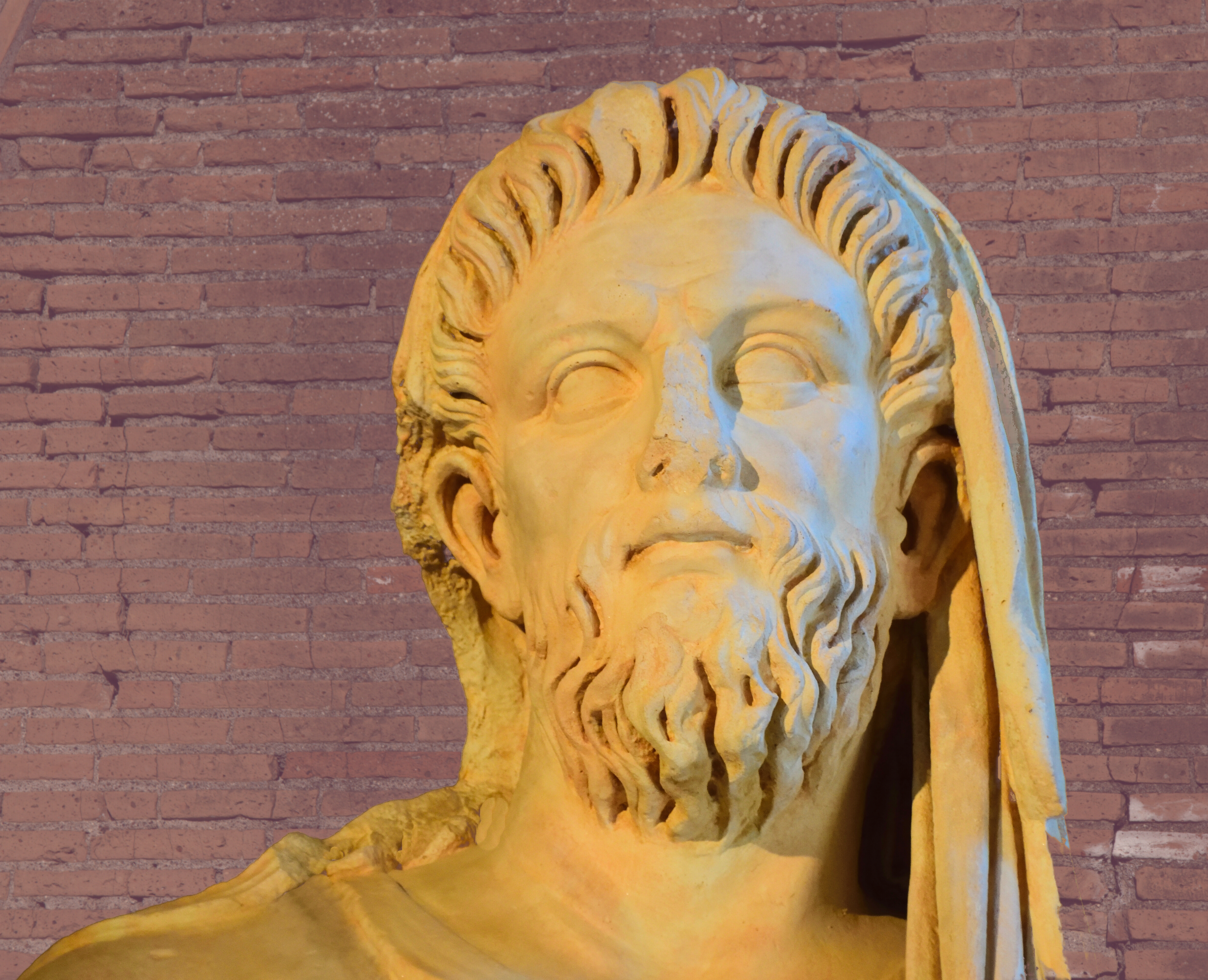
Tête d'Anchise, fragment d'un groupe de statues, qui représentait l'évasion de Troie avec Énée et Ascagne

Énée fuyant Troie, emportant son père sur ses épaules a inspiré de nombreux peintres :
- Énée portant son père Anchise, peinture pompéienne exposée à Naples, mode caricatural
- Énée portant son père Anchise, détail de L'Incendie de Borgo de Raphaël, fresque au Palais du Vatican 1514.
- Énée, Anchise et le jeune Ascagne fuyant Troie, vase à figures noires vers 520 av. J.-C., Château-Musée de Boulogne-sur-Mer
- Énée fuyant Troie en flammes avec son père et les dieux pénates, sculpture en marbre du Bernin, 1619, Villa Borghèse, Rome

### Sources
- Pseudo-Apollodore, Bibliothèque [détail des éditions] [lire en ligne] (III, 12, 2), Épitome [détail des éditions] [lire en ligne] (V, 21).
- Diodore de Sicile, Bibliothèque historique [détail des éditions] [lire en ligne] (IV, 30).
- Hésiode, Théogonie [détail des éditions] [lire en ligne] (v. 1008-1010).
- Homère, Iliade [détail des éditions] [lire en ligne].
- Hygin, Fables [détail des éditions] [(la) lire en ligne] (XCIV).
- Ovide, Métamorphoses [détail des éditions] [lire en ligne] (IX, 425 ; XIII, 640, 680 ; XIV, 118).
- Pausanias, Description de la Grèce [détail des éditions] [lire en ligne] (VIII, 12, 8).
- Virgile, Énéide [détail des éditions] [lire en ligne].